# Aker Al Obaidi
Aker Al-Obaidi (in arabo عكر العبيدي‎?; Mosul, 21 settembre 1999) è un lottatore iracheno, rifugiato politico in Austria, specializzato nella lotta greco-romana.

## Biografia
È nato e cresciuto a Mosul in Iraq, dove ha iniziato a praticare la lotta all'età di 6 anni.
È stato costretto ad abbandonare la sua città natale nel 2013, all'età di 14 anni, quando gruppo armato dello Stato Islamico ne ha preso il controllo, iniziando a reclutare ragazzi della sua età. È quindi stato costretto ad abbandonare il Paese ed è fuggito in Europa. Ha ottenuto la protezione internazionale dall'Austria, che gli ha concesso asilo politico.
L'allenatore di lotta Benedikt "Mo" Ernst lo ha poi convinto a trasferirsi a Inzing, un piccolo paese di montagna del distretto di Innsbruck-Land dove ha potuto continuare ad allenarsi a tempo pieno.
Gareggia nelle competizioni internazionali sotto la sigla della Federazione internazionale delle lotte associate UWW. 
Ha partecipato ai Giochi olimpici estivi di Tokyo 2020 per gli Atleti Olimpici Rifugiati nel torneo di pesi welter, in cui è stato eliminato ai quarti dal georgiano Ramaz Zoidze, dopo aver superato il tunisino Souleymen Nasr agli ottavi.

## Palmarès
| Anno                                              | Manifestazione  | Sede       | Evento | Risultato | Note |
| ------------------------------------------------- | --------------- | ---------- | ------ | --------- | ---- |
| In rappresentanza dell' Austria                   |                 |            |        |           |      |
| 2019                                              | Europei junior  | Pontevedra | 67 kg  | Bronzo    |      |
| 2019                                              | Mondiali junior | Tallinn    | 67 kg  | 18º       |      |
| In rappresentanza dell'UWW                        |                 |            |        |           |      |
| 2020                                              | Europei         | Roma       | 67 kg  | 24º       |      |
| In rappresentanza degli Atleti Olimpici Rifugiati |                 |            |        |           |      |
| 2021                                              | Giochi olimpici | Tokyo      | 67 kg  | 8º        |      |